# Renault RS01
La Renault RS01 è una vettura da Formula 1 creata dal Team Renault F1 ed impiegata dal 1977 al 1979. Progettata da André de Cortanze e Jean-Pierre Jabouille, è stata la prima vettura da Formula 1 alimentata da un motore turbo, e debuttò nel Gran Premio di Gran Bretagna 1977. Le regole di quegli anni prevedevano l'utilizzo di motori 3000 cm³ aspirati o 1500 cm³ turbocompressi, ma prima della Renault nessuno dei team aveva percorso la strada di sviluppare un motore turbo perché la maggior parte dei team utilizzava il Ford Cosworth DFV, tranne Ferrari, Matra e Alfa Romeo che continuarono lo sviluppo dei loro 12 cilindri a V di 180º.
Fu soprannominata dai britannici Yellow Teapot ("La teiera gialla") a causa della scarsa affidabilità del motore V6 Renault EF1 sovralimentato da 1500 cm³, che provocò svariati ritiri proprio a causa di cedimenti del propulsore con il conseguente fumo bianco che fuoriusciva dal retro della vettura. Durante i primi Gran Premi la vettura di Jabouille, particolarmente il motore, nonostante l'elevata potenza si dimostrò infatti molto inaffidabile, con il pilota francese che non riuscì a terminare nessuna delle gare a cui prese parte.
La stagione successiva non fu migliore della prima, considerando i quattro ritiri consecutivi dovuti a rotture del motore. Verso la fine dell'anno si ebbero comunque dei segnali positivi: la RS01 ottenne due volte il terzo posto in griglia e verso fine stagione riuscì anche a terminare una gara, a Watkins Glen, a giri pieni, cosa che fino a quel momento era stato un miraggio. La squadra ottenne così i suoi primi punti in Formula 1, con un quarto posto.
Nel 1979 a Jabouille venne affiancato René Arnoux e la Renault fece segnare la sua prima pole-position in Sudafrica. In Spagna debuttò il modello RS10, ma Arnoux corse ancora con la RS01 il GP di Spagna e del Belgio.

## Risultati in Formula
| Anno | Team    | Motore  | Gomme | Piloti    |  |  |  |  |  |  |  |  |  |     |  |  |     |     |     |    |  | Punti | Pos. |
| ---- | ------- | ------- | ----- | --------- |  |  |  |  |  |  |  |  |  | --- |  |  | --- | --- | --- | -- |  | ----- | ---- |
| 1977 | Renault | Renault | M     | Jabouille |  |  |  |  |  |  |  |  |  | Rit |  |  | Rit | Rit | Rit | NQ |  | 0     | NC   |

| Anno | Team    | Motore  | Gomme | Piloti    |  |  |     |     |    |    |    |     |     |     |     |     |     |     |   |    | Punti | Pos. |
| ---- | ------- | ------- | ----- | --------- |  |  | --- | --- | -- | -- | -- | --- | --- | --- | --- | --- | --- | --- | - | -- | ----- | ---- |
| 1978 | Renault | Renault | M     | Jabouille |  |  | Rit | Rit | 10 | NC | 13 | Rit | Rit | Rit | Rit | Rit | Rit | Rit | 4 | 12 | 3     | 12º  |

| Anno | Team    | Motore  | Gomme | Piloti    |     |     |     |    |   |     |  |  |  |  |  |  |  |  |  | Punti | Pos. |
| ---- | ------- | ------- | ----- | --------- | --- | --- | --- | -- | - | --- |  |  |  |  |  |  |  |  |  | ----- | ---- |
| 1979 | Renault | Renault | M     | Jabouille | Rit | 10  | Rit | NP |   |     |  |  |  |  |  |  |  |  |  | 2     | 6º   |
| 1979 | Renault | Renault | M     | Arnoux    | Rit | Rit | Rit | NP | 9 | Rit |  |  |  |  |  |  |  |  |  | 2     | 6º   |

| Legenda | 1º posto     | 2º posto | 3º posto    | A punti         | Senza punti/Non class.  | Grassetto – Pole position Corsivo – Giro più veloce |
| Legenda | Squalificato | Ritirato | Non partito | Non qualificato | Solo prove/Terzo pilota | Grassetto – Pole position Corsivo – Giro più veloce |